# Распутная, Вероника Игоревна
Вероника Игоревна Распутная (в 2022—2024 — Архипова; род. 29 августа 2001, Москва) — российская волейболистка, связующая. Мастер спорта России.

## Биография
Начала заниматься волейболом в 5-летнем возрасте в московской СДЮСШОР № 65 «Ника» под руководством своей матери — Юлии Олеговны Распутной. В 2016 была принята в состав молодёжной команды «Динамо» (Москва), за которую играла на протяжении двух сезонов. Параллельно выступала в различных молодёжных соревнованиях всероссийского уровня, где неоднократно признавалась лучшей связующей турниров. С 2018 года играла за курский «ЮЗГУ-Атом», московский «Луч», «Тюмень». В 2021 заключила контракт с нижегородской «Спартой», в составе которой дебютировала в суперлиге чемпионата России. С 2024 — игрок ВК «Тулица».
В 2017—2019 выступала за юниорскую и молодёжную сборные России, с которыми неоднократно становилась победителем и призёром международных турниров.

### Клубная карьера
- 2016—2018 —  «Динамо»-2 (Москва) — молодёжная лига.
- 2018—2019 —  «ЮЗГУ-Атом» (Курск) — высшая лига «А».
- 2019—2020 —  «Луч» (Москва) — высшая лига «А».
- 2020—2021 —  «Тюмень» (Тюмень) — высшая лига «А».
- 2021—2024 —  «Спарта» (Нижний Новгород) — суперлига;
- с 2024 —  «Тулица» (Тула) — суперлига.

## Достижения

### Со сборными России
- бронзовый призёр молодёжного чемпионата мира 2019.
- серебряный призёр молодёжного чемпионата Европы 2018.
- бронзовый призёр чемпионата мира среди девушек 2017.
- чемпионка Европы среди девушек 2017.
- бронзовый призёр Европейского юношеского Олимпийского фестиваля 2017.

### Клубные
- бронзовый призёр Молодёжной лиги чемпионата России 2018.